# Ауэян, Томас
Томас Ауэян (нидерл. Thomas Ouwejan, нидерландское произношение: [ˈtoːmɑs ˈʌuəjɑn]; род. 30 сентября 1996, Алкмар, Северная Голландия) — нидерландский футболист, защитник клуба НЕК.

## Клубная карьера
Ауэян является воспитанником АЗ, клуба из города, в котором он родился. Начал выступать в академии в 11 лет, окончил её в 2015 году.
13 декабря 2015 года дебютировал в Эредивизи в поединке против «Зволле», выйдя в стартовом составе и проведя на поле весь матч. Всего в дебютном сезоне провёл три встречи. В январе 2016 года подписал контракт на четыре сезона, до 2020 года. В сентябре 2020 года перешёл на правах аренды в итальянский «Удинезе»
1 июня 2021 года перешёл на правах аренды в немецкий клуб «Шальке 04», с правом подписания полноценного контракта. 12 мая 2022 года «Шальке 04» воспользовался этим правом.
14 августа 2024 года Ауэян на правах свободного агента подписал трёхлетний контракт с клубом Эредивизи НЕК.

## Карьера в сборной
В 2015 году Ауэян в составе юношеской сборной Нидерландов принял участие в юношеском чемпионате Европы в Греции. На турнире он сыграл в матчах против команд Испании, Германии и России.